# VfL 볼프스부르크 II
VfL 볼프스부르크 II(독일어: Verein für Leibesübungen Wolfsburg II)는 니더작센 주 볼프스부르크시를 연고로 하는 독일의 축구팀이었다. VfL 볼프스부르크의 리저브팀이기도하다. 2013-14년과 2015-16년에 4부리그 레기오날리가 노르드에서 2번의 리그 우승을 차지하여 3. 리가의 승격 플레이오프까지 가기도 하였다.
또한 2001–02, 2002–03, 2003–04, 2005–06 에 독일 컵 1라운드인 DFB-포칼컵에 4번 출전했으며 2001–02에 보루시아 도르트문트를 탈락시킨 후 2라운드에 진출했었다.
팀은 2020-21 시즌이 끝날 때 해체되었다.